# Fordingbridge
Fordingbridge is een civil parish in het bestuurlijke gebied New Forest, in het Engelse graafschap Hampshire met 5998 inwoners.

## Galerij

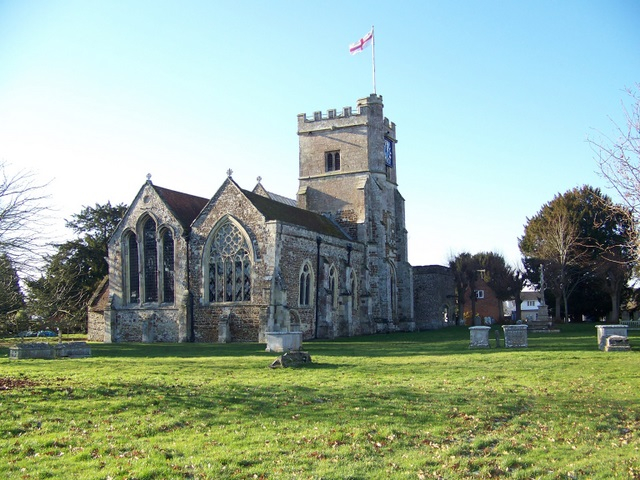
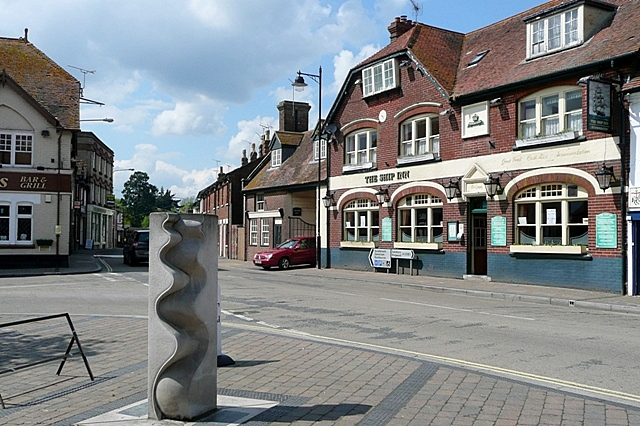
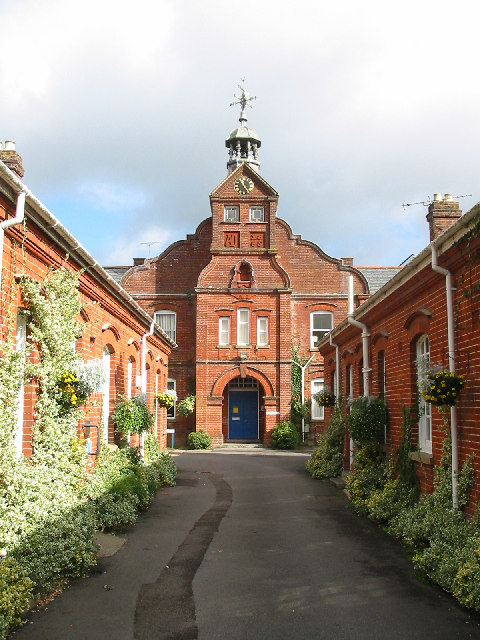
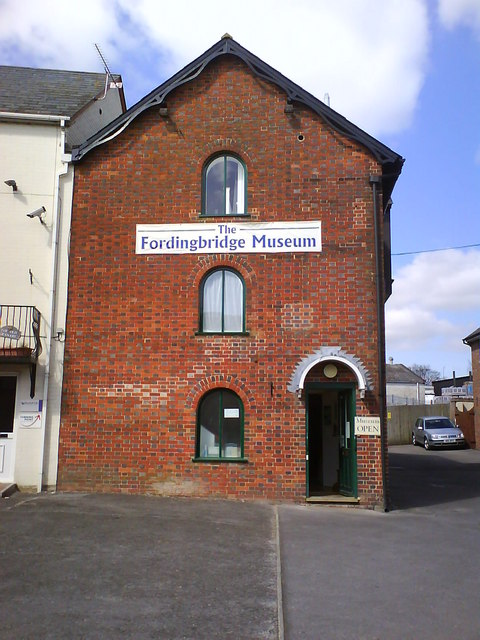

## Geboren
- David Oakes (1983), acteur